# Cheiracanthium siwi
Cheiracanthium siwi is een spinnensoort uit de familie Cheiracanthiidae.
De wetenschappelijke naam van de soort werd in 2001 gepubliceerd door El-Hennawy.